# Šentilj v Slovenskih goricah
Šentilj v Slovenskih goricah – wieś w Słowenii, siedziba gminy Šentilj. W 2018 roku liczyła 2303 mieszkańców.